# Clarke
Clarke je priimek več znanih oseb:
- Alexander Ross Clarke (1828—1914), angleški geodet, matematik in častnik
- Arthur Charles Clarke (1917—2008), angleški pisatelj, futurolog in izumitelj
- Austin Clarke (1896—1974), irski književnik
- Caitlin Clarke (1952—2004), ameriška igralka
- Charles Cowden Clarke (1787—1877), angleški pisatelj
- Cyril Clarke (1907—2000), angleški zdravnik in genetik
- Dave Clarke (*1968), angleški glasbeni producent, radijski napovedovalec, mešalec zvoka in tehno DJ
- David Clarke (1908—2004), ameriški filmski igralec
- David Clarke, irski minister
- David E. Clarke (*1952), avstralski igralec avstralskega nogometa
- David John Clarke, avstralski politik
- David Leonard Clarke (1937—1976), angleški arheolog
- Frank Wigglesworth Clarke (1847—1931), ameriški geokemik
- Gary Clarke (*1936), ameriški igralec
- Gilby Clarke (*1962), ameriški glasbenik
- Gillian Clarke (*1927), ameriška pesnica
- Jeremiah Clarke (1674—1707), angleški skladatelj
- John Clarke, novozelandski filmski igralec
- John Henrik Clarke (1915—1998), ameriški književnik
- John Morrison Clarke (*1948), novozelandsko-avstralski igralec in komik
- Johnny Clarke (*1955), jamajški pevec roots rock reggaeja in glasbenik
- Kenneth Clarke (*1940), angleški politik
- Kenny Clarke (1914—1985), ameriški jazz glasbenik
- Mae Clarke (1910—1992), ameriška igralka
- Michael Clarke (*1957), ameriški igralec
- Robert Clarke (1920—2005), ameriški igralec
- Ron Clarke (1937—2015), avstralski atlet, tekač na dolge proge
- Samuel Clarke (1675—1729), angleški teolog in filozof
- Stanley Clarke (*1951), ameriški jazz glasbenik